# レフ・デイチ

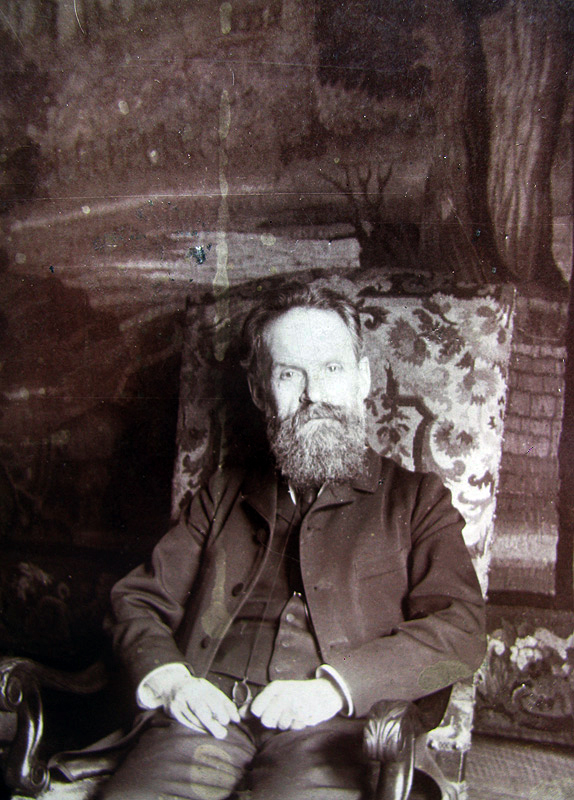
レフ・デイチ

レフ・グリゴリエヴィッチ・デイチ（ロシア語：Лев Григорьевич Дейч、英語：Lev Grigoriyevich Deich、1855年9月26日 - 1941年8月4日）は、ロシアの革命家。社会民主労働党を経て、メンシェヴィキの指導者のひとりとなった。女性革命家ヴェーラ・ザスーリチの終生の友人としても知られる。
| スタブアイコン | サブスタブ | この項目は、まだ閲覧者の調べものの参照としては役立たない、人物に関連した書きかけの項目です。この項目を加筆・訂正などしてくださる協力者を求めています（P:人物伝/PJ:人物伝）。 |